# Falkenstein (Saxônia-Anhalt)
Falkenstein é um município da Alemanha, situado no distrito de Harz, no estado de Saxônia-Anhalt. Tem 148,91 km² de área, e sua população em 2019 foi estimada em 5.273 habitantes.